# Динамо
Динамо је генератор једносмерне струје, изум Вернера фон Сименса 1866. године. Конструкција је врло слична мотору једносмерне струје. Коришћен је раније на аутомобилима, где је производио једносмерну струју за погон електричних уређаја. Овде је био снабдевен и регулатором напона за одржавање константног напона у електричној инсталацији, деловањем побудног намотаја (обично смештеног на статору машине).
Динамо се састоји од статора и ротора. Намотај статора се користи као побудни намотај, и кроз њега се пропушта једносмерна струја која ствара магнетско поље у коме се окреће ротор. Намотаји ротора су повезани на колектор (комутатор). Четкице клизе по колектору и одводе индуковану струју ка потрошачима. Како се у ротору у ствари индукује наизменични напон, улога колектора и четкица је да ту наизменичну струју исправљају у једносмерну која је потребна за погон потрошача.
Регулатор напона (реглер) је електро-магнетски прекидач који на основу излазног напона динамо-машине регулише проток струје кроз побудни намотај (на статору) и тиме се одржава приближно константан напон на излазу машине. Како реглер има контакт који искључује излаз динама када машина стоји (да се тада не би празнио акумулатор), када мотор возила проради и када динамо почне да се окреће, у побудном намотају нема струје. Међутим, у гвожђу машине постоји реманентни магнетизам, због кога се ипак индукује неки мали напон у ротору. Тако створена струја пролази кроз намотаје статора, поље се појачава и започиње лавински процес - напон на колектору расте и када достигне неку вредност, контакт у реглеру се укључује и динамо почиње да пуни акумулатор. 
Други контакт у реглеру регулише струју побуде тако да напон на излазу машине остаје приближно константан.